# Zespół intoksykacji
W pediatrii zespół intoksykacji to ciężki, ostry i postępujący stan kliniczny (zespół niecharakterystycznych objawów), który występuje w przebiegu wrodzonych zaburzeń metabolicznych (wrodzone błędy metabolizmu), przypomina objawy zatrucia (endogennego) i który charakteryzują, m.in.:
- zaburzenia odżywiania: brak apetytu, wymioty, ulewania → odwodnienie
- zaburzenia neurologiczne: zmiany napięcia mięśniowego (wiotkość lub spastyczność), drżenia i rzadziej drgawki, bezdechy i zaburzenia termoregulacji
- hepatomegalia, uszkodzenie wątroby, żółtaczka, skaza krwotoczna
- pobudzenie, potem apatia, senność i śpiączka

Objawy zespołu intoksykacji u noworodków pojawiają się dopiero po kilku dniach, w stanie dobrego zdrowia dziecka oraz po okresie ciąży i po porodzie bez powikłań.
Bez rozpoznania na czas i odpowiedniego leczenia może dojść do zgonu, albo do nieodwracalnych uszkodzeń ośrodkowego układu nerwowego.
Następujące wrodzone błędy metabolizmu mogą prowadzić do zespołu intoksykacji:
- wrodzone defekty cyklu mocznikowego
- acydurie organiczne (kwasice organiczne)
- aminoacydopatie
- zaburzenia oksydacji kwasów tłuszczowych
- defekty metabolizmu cukrów (takie jak: galaktozemia i wrodzona nietolerancja fruktozy)

## Leczenie
- intensywne leczenie objawowe
- dieta eliminacyjna
- usunięcie z organizmu lub neutralizacja toksyn
- wlewy kroplowe roztworu glukozy
- hemodializa i hemofiltracja